# Mk III: The Final Concerts
Mk III: The Final Concerts, alternativnog naziva Archive Alive uživo je album britanskog hard rock sastava Deep Purple, kojeg 1996. godine, objavljuje diskografska kuća 'Connoisseur Collection'.
Materijal je snimljen tijekom europske turneje 1975. godine, promovirajući objavljivanje albuma Stormbringer. Ovo izdanje na dvostrukom CD-u, sadrži posljednje koncertne nastupe Purpleove postave MK III, prije nego što je Ritchie Blackmore napustio sastav i okrenuo se svojoj novoj skupini Rainbow s pjevačem Ronniem James Diom. Materijal se uglavnom sastoji od posljednjeg koncerta održanog 7. travnja 1975. godine, u 'Palais des Sports' u Parizu, uz nekoliko skladbi preuzetih iz dva prethodna nastupa u Grazu, Austrija, 3. i 4. travnja.

## Popis pjesama
Sve pjesme napisali su David Coverdale i Ritchie Blackmore, osim gdje je dugačije naznačeno. Sve skladbe su s posljednjeg nastupa u Parizu, osim gdje je drugačije naznačeno.

### Disk 1
1. "Burn" (Coverdale, Blackmore, Jon Lord, Ian Paice)
  - From the Graz shows
2. "Stormbringer"
  - From the Graz shows
3. "The Gypsy" (Coverdale, Blackmore, Glenn Hughes, Lord, Paice)
4. "Lady Double Dealer"
5. "Mistreated"
6. "Smoke on the Water" (Ian Gillan, Blackmore, Roger Glover, Lord, Paice)
7. "You Fool No One" (Coverdale, Blackmore, Lord, Paice)

### Disk 2
1. "Space Truckin'" (Gillan, Blackmore, Glover, Lord, Paice)
2. "Going Down/Highway Star" (Don Nix)/(Gillan, Glover, Blackmore, Lord, Paice)
3. "Mistreated"
  - From the Graz shows
4. "You Fool No One" (Coverdale, Blackmore, Lord, Paice)
  - From the Graz shows

## Izvođači
- David Coverdale - Prvi vokal
- Ritchie Blackmore - Gitara
- Glenn Hughes - Bas gitara, Vokal
- Jon Lord - Klavijature
- Ian Paice - Bubnjevi

## Vanjske poveznice
- Allmusic.com - Deep Purple - Mk III: The Final Concerts